# Keinohrhasen
Keinohrhasen es una película de 2007 escrita, producida y dirigida por Til Schweiger, coescrita por Anika Decker y protagonizada por Nora Tschirner y él mismo.
Fue un éxito de crítica. Una secuela, titulada Zweiohrküken, fue lanzada el 3 de diciembre de 2009.

## Elenco
- Til Schweiger como Ludo Decker[3]
- Nora Tschirner como Anna Gotzlowski
- Matthias Schweighöfer como Moritz[4]
- Alwara Höfels como Miriam Steinfeld
- Barbara Rudnik como Lilli Decker
- Paul Maximilian Schüller como Lollo
- Emma Tiger Schweiger como Cheyenne-Blue
- Lilli Camille Schweiger como Sacha
- Luna Marie Schweiger como joven Anna
- Valentin Florian Schweiger como joven Ludo'
- Jürgen Vogel como el mismo.
- Christian Tramitz como cita de Anna.
- Wladimir Klitschko como él mismo.
- Yvonne Catterfeld como ella misma.
- Wolfgang Stumph como conductor de taxi.
- Armin Rohde como Bello.
- Fahri Ogün Yardim como Mucki.
- Kai Lentrodt como conductor de taxi.
- Sonsee Neu como juez.
- Pasquale Aleardi como abogado de Ludo.
- Elena Uhlig como trabajadora de hotel.
- Gregor Bloéb como Michi Nußbaumer
- Nina Proll como Daniela Berg
- Anne-Sophie Briest como Mandy.
- Florentine Lahme como Sissi.